# 王進洋
王進洋（英語：Wong Chun-yeung，1994年6月10日—），香港民主派人士，前任香港離島區議會東涌南選區議員，是社區組織東涌人成員。

## 生平
王於一歲多時隨父母及三兄姐搬入富東邨。2010年受五區公投啟發開始關心時事，其後選上學生會副主席，開設網絡民主牆，更曾經收集了幾百個學生簽名要求罷免副校長。其後亦曾為社民連擔任義工，至雨傘革命後期決定於2015年參選區議會。
2015年區議會選舉，東涌南區議員周轉香不再競選連任，民建聯副主席兼離島區末代委任議員周浩鼎與王進洋對決，此為王進洋首次參選區選會選舉，王進洋最終取得1,917票，以244票之差不敵民建聯周浩鼎。翌年立法會選舉，周浩鼎循區議會（第二）功能界別當選立法會議員。
2016年立法會選舉，曾為熱普城擔任新界西選區的街站義工。
2019年區議會選舉，王進洋捲土重來再次參選，選區亦因應周浩鼎的雙料議員身份得到傳媒關注。於選舉日，王進洋獲得藝人張惠雅支持，張主力批評周的地區工作不足，「唔好講做唔做到啲大事」、「净係講起個電梯都起咗幾年」。王進洋最終取得5,049票，以逾1,400票之差击败周浩鼎勝選。王進洋於2021年10月因宣誓無效而喪失議席，需即時離任。他之後曾透露自己已另覓飲食業的新工作。

### 處理非法聚賭
2020年9月16日，由於東涌區内非法聚賭問題死灰復燃，王進洋前往非法聚賭人士聚賭地點，大聲朗讀非法聚賭人士手上的牌，打算阻止非法聚賭人士繼續非法聚賭，其中有非法聚賭人士不滿，出言恐嚇並作勢要襲擊王進洋。翌日，當王進洋和助理在互助委員會幫助市民申請津貼時，其中一名非法聚賭人士突然闖入並搶去王進洋的手機，又推開一名市民使其撞傷腰部，其後該名施襲者衝前企圖襲擊王進洋助理，但被王進洋阻止，之後該名施襲者打算再衝前卻自己摔倒在地上，然而該名施襲者卻反過來誣告王進洋襲擊他並報警，當警察到場後，由於有受襲市民作證該名施襲者才是施襲的人，王進洋才得以不被該名施襲者反過來誣告。

### 涉騙案被警方拘捕
2023年6月5日，警方以「以欺騙手段取得財產」罪拘捕王進洋，指他涉嫌與九宗「猜猜我是誰」電話騙案有關，涉案金額共97萬。警方表示，在5月30日接獲一名90歲婆婆報案，聲稱接到不明來電，訛稱是她的兒子，因為牽涉刑事案件被捕，需要30萬元保釋金，並會找朋友上門收錢。婆婆同日將30萬現金交給一名男子，事後與家人商量後遂揭發事件。警方之後於6月5日晚上在將軍澳處理一宗欠交罰款案件時，發現王進洋與上述案件有關，疑為上門到婆婆家中收錢的同一人，因此立即將他拘捕。警方調查後，再發現王進洋與另外八宗發生於5月29日至6月5日多區的「猜猜我是誰」電話騙案有關，向八名介乎71至93歲的婆婆收取現金共67萬元，其中一宗案件更指使下線成員向受害人收錢。被問到王進洋在詐騙集團中的角色，警方指王進洋一開始獲聘為收數人的角色，但隨時間演變「加重角色」，成為集團的上線成員，會安排下線成員收錢。警方指出，該詐騙集團會在網上發出招聘廣告，以日薪1,000至1,500元作招徠，請人上門收數，實則是充當詐騙集團成員收取騙款，之後交予集團的上線成員，交收地點通常是人煙稠密的地方或商場洗手間，以避開警方調查。
6月8日，王進洋（報稱無業）被控一項「以欺騙手段取得財產」罪。王進洋被押解往觀塘裁判法院提堂，他出庭時向親友揮手及舉起心心手勢。控方申請將案押後至9月28日再訊，以待警方進一步調查。王進洋申請保釋被署理主任裁判官鄭紀航拒絕，需要還柙，王進洋放棄八天的保釋覆核權利。控罪指王進洋於2023年5月30日，在香港以欺騙手段，即假冒是受害人的兒子，聲稱因一宗襲擊案被警方拘捕，需要港幣10萬元現金保釋金，而不誠實地取得受害人的現金港幣10萬元，意圖永久地剝奪受害人的財產。
6月21日，王進洋向高等法院申請保釋，並由囚車押解往法院應訊。王進洋沒有律師代表，身穿橙色風衣和黑色運動褲，手持文件，在被告欄內親自陳詞申請保釋。法官黎婉姬聽取陳詞後，拒絕批出擔保，王進洋須繼續還柙。王進洋申請被拒後，向旁聽席上的親友揮手道別。6月30日，王進洋第二度向高等法院申請保釋，法官張慧玲考慮後拒絕申請。

## 資料來源
1. ↑  . 立埸新聞. 2021-10-21  [2021-10-21]. （原始内容存档于2021-11-17）.
2. ↑  . 立場新聞 Stand News.   [2019-12-31]. （原始内容存档于2019-09-04） （英语）.
3. ↑  . www.facebook.com.   [2019-11-24]. （原始内容存档于2020-03-28） （中文（简体））.
4. ↑  . news.rthk.hk.   [2019-11-24]. （原始内容存档于2019-11-27） （中文（臺灣））.
5. ↑  陳淑霞. . 香港01. 2019-11-25  [2019-11-24]. （原始内容存档于2021-07-27） （中文（香港））.
6. ↑  . 獨立媒體. 2023-06-07  [2023-06-07]. （原始内容存档于2023-06-15）.
7. ↑  王進洋Wong Chun Yeung. . Facebook.   [2020-09-16].
8. ↑  王進洋Wong Chun Yeung. . Facebook.   [2020-09-18].
9. ↑  . 明報. 2023-06-07  [2023-06-07]. （原始内容存档于2023-06-15）.
10. ↑  . 明報. 2023-06-08  [2023-06-08]. （原始内容存档于2023-06-15）.
11. ↑  . 信報. 2023-06-21  [2023-06-21]. （原始内容存档于2023-06-26）.
12. ↑  . 明報. 2023-06-30  [2023-06-30]. （原始内容存档于2023-07-11）.

| 議會席位      | 議會席位                                           | 議會席位    |
| ------------- | -------------------------------------------------- | ----------- |
| 前任： 周浩鼎 | 離島區議會 東涌南選區區議員 2020年－2021年10月21日 | 繼任： 懸空 |